# Erica rossii
Erica rossii (synoniem: Erica excelsa) is een plant uit de heidefamilie. De soort komt voor in een aantal Afromontane zones van Oost-Afrika.

## Beschrijving
Erica rossii is net als veel heidesoorten pyrofyt (vuurbestendig). De plant lijkt sterk op de verwante boomhei (Erica arborea) en groeit uit tot een veel vertakte struik of kleine boom van 0,3 tot 15 meter.
De stam bereikt een maximale dikte van 15 centimeter in doorsnede. Het heeft een donkerbruine bast en de takken zijn bedekt met minuscule haartjes van circa 0,4 millimeter. De vlezige ovale bladeren groeien in kransen van drie. Vaak glimmen ze door de olierijke hars die ze afscheiden.
Rode knoppen groeien in groepen van drie tot negen exemplaren aan de uiteinde van de takken. In bloei dragen de takken rood tot groenwitte bloemen van 1 tot 2,5 millimeter lengte.

## Verspreiding
Erica rossii komt wijdverbreid voor in de Afromontane zones van het Rwenzori-gebergte, het Virunga-gebergte, de Aberdare-bergen, Mount Elgon, Mount Kenya, Mount Hanang, Mount Meru en de Kilimanjaro. Mogelijk komt hij ook voor op bergen in Congo-Kinshasa en Rwanda. De soort is aangetroffen op een hoogte van 1800 tot 4050 meter. 